# Joan Cucuzeles
Joan Cucuzeles   (Durrës, c. 1280 - Atos, 1360) (Joannes Cucuzeles, Ιωάννης Κουκουζέλης o Κουκουζέλη) fou un compositor musical del darrer període romà d'Orient i la figura més important de la música del renaixement paleòleg. Fabricius pensa que era bisbe d'Eucaita, però probablement està confós. Sovint se'l designa com a μαΐστωρ o mestre.
Una de les seves peces porta per títol De Cantu et Musica Sacra. Va ser més important que Joasap Cucuzeles, un altre músic grec amb el mateix cognom.